# Strade provinciali della provincia di Cremona
Questo è un elenco delle strade provinciali presenti sul territorio della provincia di Cremona.

## CR SP 1 - CR SP 96
- CR SP 1 Rivolta d'Adda-Boffalora d'Adda (confine provinciale)
  - Declassato il tratto urbano di Rivolta d'Adda[1], dal km 0+000 al km 1+800
  - Declassato il tratto compreso tra Rivolta d'Adda e Spino d'Adda[2], dal km 1+800 al km 8+811
- CR SP 2 Crema-Vailate, dal km 1+510 al km 15+765
  - Declassato il tratto urbano di Crema[3]
- CR SP 3 Montanara-Gabbioneta, dal km 2+570 al km 8+158
  - Declassato il tratto urbano di Vescovato[4]
- CR SP 4 “Rivoltana”, dal km 0+000 al km 3+947
- CR SP 5 Montodine-Casaletto Ceredano[5]
  - Primo tratto: dal km 0+000 al km 7+587
  - Secondo tratto: dal km 7+587 al km 9+817
- CR SP 6 Casalbuttano-Cignone, dal km 0+000 al km 3+001
- CR SP 7 Cà de Soresini-Scandolara Ravara, dal km 0+000 al km 6+020
- CR SP 8 "di Torricella", dal km 0+000 al km 0+700
  - Declassato il tratto compreso tra Torricella del Pizzo e Solarolo Monasterolo[3]
- CR SP 9 San Giovanni in Croce-Spineda
  - Primo tratto: dal km 0+000 al km 3+400
  - Secondo tratto: dal km 3+400 al km 7+300[6]
- CR SP 10 Casalbellotto-Quattrocase, dal km 0+000 al km 1+724
- CR SP 11 Sant'Antonio-Isola Dovarese, dal km 0+000 al km 5+000
- CR SP 12 Sergnano - Camisano, dal km 0+000 al km 3+680
  - Declassato il tratto compreso tra Camisano ed il confine provinciale, verso Fontanella[3]
- CR SP 13 Pizzighettone-Montodine, dal km 0+000 al km 14+335
  - Dopo la costruzione della circonvallazione di Montodine è stato declassato il tratto finale tra la stessa circonvallazione e Montodine, lungo circa 650 metri e divenuto strada senza uscita[7]
- CR SP 14 Castelleone-Montodine, dal km 0+000 al km 2+200
  - È stato declassato il tratto compreso tra la rotonda che inizia circonvallazione di Montodine ed il paese[7]
- CR SP 15 Offanengo-Castel Gabbiano, dal km 4+140 al km 12+620
  - Declassato il tratto compreso tra Offanengo e Ricengo (incrocio con la CR SP 64)[8]
- CR SP 16 Madignano-Camisano, dal km 4+162 al km 10+637
  - Declassato il tratto compreso tra Madignano e Offanengo[9]
- CR SP 17 Bagnolo Cremasco-Casaletto Ceredano, dal km 0+825 al km 4+479
- CR SP 19 Crema-Capralba
  - Primo tratto: dal km 0+235 al km 8+269
  - Secondo tratto: dal km 13+850 al km 15+790
- CR SP 20 Castelleone-Casaletto di Sopra
  - Primo tratto: dal km 0+750 al km 9+060
  - Secondo tratto: dal km 13+850 al km 15+797
  - Declassato il tratto compreso tra Romanengo e Casaletto di Sopra[10]
- CR SP 21 Cignone-Corte de' Frati
  - Primo tratto: dal km 0+000 al km 7+623
  - Secondo tratto: dal km 7+623 al km 13+200[11]
  - Declassati i tratti viari dal km 8+685 al km 8+834 e dal km 8+863 al km 9+142 nel comune di Robecco d'Oglio[12]
  - Classificato a strada provinciale il nuovo tratto viario in variante dal km 8+640 al km 9+245[12]
- CR SP 22 Castelleone-San Latino, dal km 0+000 al km 3+179
- CR SP 23 Crema-Salvirola, dal km 1+240 al km 6+642
  - Declassato il tratto urbano di San Bernardino[3]
- CR SP 24 Fiesco-Soresina, dal km 0+000 al km 8+936
- CR SP 25 Cumignano sul Naviglio-Bordolano
  - Primo tratto: dal km 0+000 al km 3+450
  - Secondo tratto: dal km 3+450 al km 9+983[13]
- CR SP 26 Brazzuoli-Pieve d'Olmi:
  - Primo tratto: dal km 0+000 al km 8+050
  - Secondo tratto: dal km 14+010 al km 16+870
  - Terzo tratto: dal km 18+750 al km 21+723
  - Declassato il tratto compreso tra Malagnino e San Michele[14]
- CR SP 27 Via Postumia[15], dal km 0+000 al km 25+933
- CR SP 28 Gabbioneta-Derovere
  - Primo tratto: dal km 0+000 al km 4+335
  - Secondo tratto: dal km 4+335 al km 15+695
- CR SP 29 Cicognolo-Isola Dovarese, dal km 0+000 al km 8+140
  - Declassato il tratto compreso tra Torre de' Picenardi e Isola Dovarese[16]
  - Declassato il tratto urbano di Cicognolo, dal km 0+000 al km 0+257[17]
- CR SP 30 Torre de' Picenardi-Motta Baluffi
  - Primo tratto: dal km 0+000 al km 3+370
  - Secondo tratto: dal km 3+370 al km 6+670
  - Terzo tratto: dal km 6+670 al km 10+421
- CR SP 31: Calvatone-Tornata
  - Primo tratto: dal km 0+000 al km 2+860
  - Secondo tratto: dal km 2+860 al km 6+505[18]
- CR SP 32 Rivarolo del Re-Spineda
  - Primo tratto: dal km 0+000 al km 3+474
  - Secondo tratto: dal km 3+474 al km 5+004
- CR SP 33 Seniga-Isola Pescaroli, dal km 0+000 al km 24+591
- CR SP 34 Agnadello-Vailate, dal km 0+000 al km 4+060
- CR SP 35 Pandino-Casaletto Vaprio, dal km 0+615 al km 5+720
  - A seguito della costruzione della cosiddetta "tangenziale sud di Pandino", la nuova strada ha preso la medesima denominazione tra la rotatoria con la SP 90 e l'innesto con l'attuale SP35; il tratto urbano è stato declassato[19]
- CR SP 36 Palazzo Pignano-Vaiano Cremasco, dal km 0+000 al km 2+348
  - È stato declassato il tracciato storico tra Palazzo Pignano e Monte Cremasco[20]
  - È stata classificata con la medesima numerazione la variante a nord di Monte Cremasco costruita durante l'ammodernamento della SP CR ex SS 415 "Paullese"[20]
  - È stato declassato il tratto tra Monte Cremasco e Bagnolo Cremasco[21]
- CR SP 37 Crema-Casaletto Ceredano, dal km 0+740 al km 3+550
  - Declassato il tratto urbano di Crema[3]
  - Declassato il tratto compreso tra Capergnanica e Casaletto Ceredano[22]
- CR SP 38 Formigara-Oscasale, dal km 0+000 al km 5+600
  - Declassato il tratto tra San Bassano e Oscasale[3]
- CR SP 39 Soncino-Calcio, dal km 1+150 al km 3+906
  - Declassato il tratto urbano di Soncino[3]
- CR SP 40 Paderno-Gadesco, dal km 9+633 al km 17+495
  - Declassato il tratto compreso tra Paderno Ponchielli e Castelverde[3]
  - Declassato il tratto compreso tra Persichello e Gadesco[14]
- CR SP 41 Spinadesco-Costa Sant'Abramo
  - Classificato il nuovo tratto tra il km 4,995 ed il km 5,432[23]
  - Declassato il tratto compreso tra il km 4,995 e la nuova sede stradale[23]
- CR SP 42 Villanova-Rivarolo del Re, dal km 0+000 al km 6+882
- CR SP 43 Crema-Credera, dal km 0+470 al km 6+405
  - Declassato il tratto urbano di Crema[3]
- CR SP 44 Soncino-Casaletto di Sopra, dal km 0+550 al km 7+002
  - Declassato il tratto urbano di Soncino[3]
- CR SP 45 Trigolo-Ticengo, dal km 0+000 al km 7+805
- CR SP 46 Azzanello-Casalmorano, dal km 0+000 al km 2+077
- CR SP 47 Soresina-Crotta d'Adda dal km 0+000 al km 15+749
- CR SP 48 Roggione-Sesto Cremonese, dal km 0+000 al km 8+791
- CR SP 50 Cremona-Porto Polesine, dal km 3+300 al km 9+765
  - Declassato il tratto compreso tra Cremona e Gerre de' Caprioli[24]
  - Declassato il tratto compreso tra Stagno Lombardo ed il vecchio imbarco sul fiume Po[3]
- CR SP 52 Castelleone-Crema, dal km 0+000 al km 1+403
  - Declassato il tratto compreso tra Ripalta Arpina e Crema[25], dal km 1+403 al km 8+474
- CR SP 53 Rubbiano-Persia, dal km 0+000 al km 3+110
- CR SP 54 Ripalta Nuova-Capergnanica, dal km 0+000 al km 3+388
- CR SP 56 Paderno Ponchielli-Spinadesco
  - Primo tratto: dal km 0+000 al km 5+300
  - Secondo tratto: dal km 5+300 al km 7+610[26]
  - Declassato il tratto compreso tra Sospiro e l'intersezione con la SP CR ex SS 234 "Codognese"[27]
  - Declassato il tratto compreso tra l'intersezione con la SP CR ex SS 234 "Codognese" e Spinadesco[28]
- CR SP 57 Annicco-Casalbuttano, dal km 0+000 al km 7+567
  - Declassati alcuni tratti compresi tra il km 5+770 ed il km 7+567 a seguito della riqualificazione della strada con rettifica del tracciato[29]
  - Declassato a strada comunale il tratto urbano di Paderno Ponchielli dal km 4+130 al km 4+688[30]
  - Classificato a strada provinciale un nuovo tratto in variante (via Antegnati, via IV Novembre, Via Buonarroti), dal km 4+130 AL km 4+688[30]
- CR SP 59 Forcello-Stagno Lombardo, dal km 0+000 al km 3+368
- CR SP 60 Gussola-Solarolo Rainerio, dal km 0+000 al km 7+621
- CR SP 62 Capergnanica-Chieve, dal km 0+000 al km 1+825
- CR SP 63 Casaletto di Sopra-Bottaiano, dal km 0+000 al km 2+777
- CR SP 64 Bottaiano-Pianengo, dal km 0+000 al km 3+639
- CR SP 65 Castelvisconti-Pozzaglio, dal km 0+000 al km 7+350
  - Declassato il tratto compreso tra Olmeneta e l'intersezione con SP CR ex SS 45 Bis "Gardesana occidentale"[31]
  - Declassato il tratto compreso tra l'intersezione con la SP CR 86 "di Bordolano" e Olmeneta[32]
- CR SP 67 Grontardo-Seniga
  - Primo tratto, dal km 0+000 al km 0+700
  - Secondo tratto: dal km 0+700 al km 2+000[33]
  - Declassato il tratto compreso tra Scandolara Ripa d'Oglio ed il ponte di Seniga[3]
- CR SP 68 Pralboino-Gambara, dal km 0+000 al km 4+689
- CR SP 70 Ca' de Soresini-Drizzona, dal km 0+000 al km 8+8833
- CR SP 71 Scannabue-Vailate, dal km 2+330 al km 7+090
  - Declassato il tratto compreso tra il km 0+000 (incrocio con la CR SP 90) ed il km 2+344 (incrocio con la CR SP 35[34]
  - Declassato il tratto compreso tra Torlino Vimercati e Vailate[35]
- CR SP 77 Tornata-Romprezzagno, dal km 0+000 al km 2+866
- CR SP 78 Breda Azzolini-Cividale Mantovano, dal km 0+000 al km 1+410
- CR SP 79 Spineda-Commessaggio, dal km 0+000 al km 1+516
- CR SP 80 Pianengo-Cremosano, dal km 0+000 al km 5+192
- CR SP 82 Grontardo-Pescarolo, dal km 0+000 al km 2+812
- CR SP 83 "di Persico"
  - Primo tratto: dal km 2+630 al km 14+050
  - Secondo tratto: dal km 14+050 al km 26+510
  - Declassato il tratto compreso nell'intero territorio comunale di Cremona[3]
- CR SP 84 "di Pizzighettone"
  - Primo tratto: dal km 0+000 al km 8+100
  - Secondo tratto: dal km 8+100 al km 16+595[36]
  - Declassato il tratto compreso tra il km 11+496 bis ed il km 13+442[37]
  - Classificata con la medesima numerazione la circonvallazione ovest di Soresina e declassato il tratto sottoteso al nuovo tronco[38]
- CR SP 85 "bassa di Casalmaggiore", dal km 2+800 al km 36+145
  - Declassato il primo tratto tra Cremona e Bonemerse[3]
- CR SP 86 "di Bordolano", dal km 0+000 al km 9+086
- CR SP 87 "Via Giuseppina", dal km 0+000 al km 26+066
- CR SP 88 "di Bozzolo", dal km 0+500 al km 5+824
  - Declassati i primi 500 metri di strada[39]
- CR SP 89 "di Crema": (da Casalmorano a Castelleone), dal km 0+389 al km 12+831
  - Il tratto urbano di Casalmorano dal km 0+000 al km 0+389 (SP CR ex SS 498 "Soncinese") è stato declassato[40]
  - Declassato il tratto urbano di Soresina dal km 1+832 al km 5+152[37]
- CR SP 90 "di Cassano"
  - Primo tratto: dal km 0+000 al km 3+550
  - Secondo tratto: dal 4+205 al km 4+496
  - Terzo tratto: dal km 4+496 al km 9+157
  - Quarto tratto: dal km 9+157 al km 12+325[41]
  - Declassato il tratto urbano di Pandino dal km 3+550 al km 4+205[19]
- CR SP 91 Pandino-Bisnate, dal km 0+709 al km 4+786
  - A seguito della costruzione della cosiddetta "tangenziale sud di Pandino", la nuova strada ha preso la medesima denominazione tra la rotatoria con la SP 90 e la rotatoria sulla SP CR ex SS472 "Bergamina"; il tratto urbano è stato declassato[19]
- CR SP 93 Aspice-Levata, dal km 0+000 al km 2+566
- CR SP 94 di Ostiano, dal km 0+000 al km 1+344
- CR SP 95 "di Longhirone", dal km 0+000 al km 2+280
  - Declassato il tratto compreso tra il km 2+280 e 2+800[42]
- CR SP 96 "di Alfiano", dal km 0+000 al 5+813

## Ex strade provinciali riclassificate a strade statali
Ai sensi del Decreto del Presidente del Consiglio dei Ministri del 21 novembre 2019, dal giorno 3 maggio 2021 alcune strade sono passate di nuovo in capo all'ANAS:
- SS 10 “Padana inferiore”, dal km 217+258 al km 259+139
  - La provincia aveva declassato[45] il sistema tangenziale nord di Cremona tra la SP CR ex SS 234 "Codognese" e la SS n. 10 "Padana Inferiore" (rotonda di accesso alla tangenziale)
- SS 11 “Padana Superiore”, dal km 190+468 al km 190+760 e la variante di Sola, dal km 0+000 al km 1+341 e dal km 1+574 al km 1+981
  - Nel periodo un cui la strada fu di competenza provinciale (2000-2021) veniva realizzata la "Variante all’abitato di Sola e Isso"; di conseguenza veniva declassato il percorso all'interno dell'abitato di Sola[46]. Pertanto, per quanto riguarda il territorio della provincia di Cremona, è ritornato all'ANAS un breve tratto del tracciato storico dal confine verso Mozzanica alla rotonda di innesto della variante (292 metri in tutto), nonche il primo tratto della già citata variante, dalla rotonda al punto in cui ritorna in provincia di Bergamo, nonche un ulteriore breve tratto di 407 metri
- SS 343 “Asolana”, dal km 22+214 al km 43+423
  - La Provincia di Cremona aveva precedentemente declassato il tratto urbano di Piadena, dall'innesto della circonvallazione ovest allo svincolo con la SS 10[47] e classificato a strada provinciale la circonvallazione sud ovest di Piadena[47]
- SS 358 “di Castelnuovo”, dal km 27+796 al km 34+617
  - La provincia di Cremona aveva declassato precedentemebte il tratto compreso tra il km 30+280 e 34+610[48] e classificato a strada provinciale la nuova connessione tra la SS 358 "Di Castelnuovo" e la SP 10 "Casalmaggiore- Quattrocase", dal km 0+733 della SP 10 "Casalbellotto – Quattrocase" fino al confine con la Provincia di Mantova e dal confine con la provincia di Mantova al km 33+340 della SP ex SS 420 "Sabbionetana"[48]

## Ex strade statali declassate a strade provinciali
Questo è invece un elenco delle strade statali diventate provinciali ai sensi del decreto legislativo n. 112 del 1998 e della legge regionale n. 1 del 2000, presenti sul territorio della provincia di Cremona:
- CR SP ex SS 234 “Codognese”, dal km 52+790 al km 67+485
  - Declassato il tratto compreso tra la gronda ovest di Cremona ed il centro urbano[49]
  - La gronda ovest o peduncolo di Cremona, lungo 3,173 m, ha assunto la medesima denominazione[49]
- CR SP ex SS 235 “di Orzinuovi” dal km 45+037 al km 71+300
  - Declassato il tratto urbano di Crema, dallo svincolo della tangenziale di Crema Ovest alla rotonda detta di Cà delle Mosche, parzialmente coincidente con il vecchio tracciato della CR SP EX SS 415[3]
  - Il tratto urbano di Soncino, dall'innesto della tangenziale al ponte dell'Oglio, è stato declassato, eccetto per un breve tratto tra via padre Mario Zanardi e via Bergamo che ha assunto la denominazione di CR SP EX SS 235 B1[3]
- CR SP ex SS 415 “Paullese”, dal km 16+700 al km 70+220
  - Declassato il tratto urbano di Crema, dall'innesto della tangenziale a Bagnolo Cremasco alla rotonda detta di Cà delle Mosche[3]
  - La tangenziale di Crema ha assunto la medesima denominazione[3]
  - Declassato un breve tratto finale di circa 1,5 km nel territorio comunale di Cremona[3]
- CR SP ex SS 420 “Sabbionetana”, dal km 33+287 al km 36+164
- CR SP ex SS 45 bis “Gardesana occidentale”. dal km 2+100 al km 16+600
  - Declassato il tratto iniziale nel territorio comunale di Cremona[3]
  - Declassato il tratto compreso tra il km 12+940 ed il km 15+643 nel comune di Robecco d'Oglio[12]
  - Classificato a strada provinciale il tratto viario in variante, dal km 12.940 al kn 14+676[12]
- CR SP ex SS 472 “Bergamina”, dal km 8+963 al km 23+014
- CR SP ex SS 498 “Soncinese”, dal km 27+684 al km 68+120
  - Assume la denominazione CR SP es SS235 B1 durante l'attraversamento di Soncino, all'incirca dal km 35+300 al km 38+500[3]
  - Dopo l'apertura della circonvallazione di Casalmorano la variante ne ha assunto la denominazione ed il tratto interno di attraversamento è stato declassato[40]
  - La provincia di Cremona gestisce anche alcuni brevi tratti extraprovinciali ricadenti in provincia di Bergamo, precisamente km 0+720 complessivi (dalla progressiva km 28+700 al km 28+757, dal km 28+757 al km 28+792 e dal km 29+396 al km 30+024[46].
- CR SP ex SS 591 “Cremasca”, dal km 27+900 al km 51+650 (tratti non contigui)
  - Il tratto compreso tra Offanengo e Bottaiano, pur non avendo continuità con il tracciato storico, ha assunto la stessa denominazione[8]
  - Quale conseguenza dell'apertura della variante Offanengo-Bottaiano sono stati declassati i tratti urbani di Crema e Pianengo[8]
  - Il prolungamento della variante tra Bottaiano e la ex SS 11 presso Sola - detta anche variante di Camisano - è stato realizzato quale opera compensativa dal Consorzio BBM (contraente generale cui BreBeMi Spa ha affidato la costruzione delle infrastrutture); nel 2015 il tratto compreso in provincia di Cremona è stato acquisito al patrimonio provinciale[50].
  - La Provincia di Cremona gestisce la manutenzione della variante di Camisano nel territorio extraprovinciale in Provincia di Bergamo dal confine (km 5+802) fino alla rotatoria di interconnessione con la SS 11 (km 4+582); in questo tratto la strada assume la denominazione di SP 103 VAR[46]
  - La circonvallazione di Montodine, che si dirama dal tracciato storico e si collega alla CR SP 17 Castelleone-Montodine, ha assunto la stessa denominazione[7]

## Ex strade provinciali declassate a strade comunali
- Ex CR SP 18 Bagnolo Cremasco-SP ex SS 415[3]
- Ex CR SP 40 Paderno Ponchielli-Persico Dosimo[3]
- Ex CR SP 49 Olmeneta-Pozzaglio[3]
- Ex CR SP 55 Sergnano-Capralba[51]
- Ex CR SP 61 Roncadello-Boffalora d'Adda[3]
- Ex CR SP 66 Olmeneta-Monasterolo[28]
- Ex CR SP 69 "di Viscomoscano[52]
- Ex CR SP 73 Monte Cremasco-Crespiatica[53]
- Ex CR SP 74 Vailate-Arzago d'Adda[54]
- Ex CR SP 75 Vailate-Misano di Gera d'Adda[3]
- Ex CR SP 81 Dovera-Postino[55]
- Ex CR SP 92 Grontardo-Vescovato[28]